# Цагарейшвили, Николай Александрович
Николай Александрович Цагарейшвили (род. 24 июля 1933) — советский футболист, нападающий. Мастер спорта СССР (1958).
В 1953 году — игрок дубля «Динамо» Тбилиси. В следующем году провёл шесть матчей в чемпионате, забил три гола — хет-трик в ворота «Локомотива» Харьков (7:1). В 1955 году играл за дубль «Динамо» Киев (11 матчей), затем — в чемпионате Грузинской ССР в составе «Локомотива» Тбилиси. 1957 год начал в команде класса «Б» «Локомотив» Кутаиси, затем играл в чемпионате Грузинской ССР за ТТУ Тбилиси. В 1959 году выступал в классе «Б» за «Локомотив» Тбилиси, в 1960 году сыграл четыре матча, забил один гол в чемпионате в составе таллинского «Калева». 1961 год провёл в дубле «Динамо» Тбилиси. В 1962—1963 за команды мастеров не выступал. В 1964—1965 годах в классе «Б» играл за «Колхиду» Поти и «Мешахте» Ткибули. В 1966 году выступал на региональном уровне за «Гантиади» Каспи.